# Lasioglossum nymphaearum
Lasioglossum nymphaearum là một loài Hymenoptera trong họ Halictidae. Loài này được Robertson mô tả khoa học năm 1895.